# Neomanobia
Neomanobia là một chi bướm đêm thuộc họ Noctuidae.